# Red (album của Aikawa Nanase)
Red là album đầu tiên của Nanase Aikawa. Album đã xếp vị trí #1 trong 54 tuần trên bảng xếp hạng Oricon của Nhật Bản & bán được tất cả hai.454.680 bản & trở thành album bán chạy nhất của Aikawa.

## Danh sách bài hát
1. Hikari to Kage no Labyrinth (光と影の迷宮)
2. Yume Miru Shoujo ja Irarenai (夢見る少女じゃいられない)
3. LIKE A HARD RAIN
4. SHAKE ME BABY
5. Sayonara
6. BREAK OUT!
7. GLORY DAYS
8. Love me
9. Bye Bye. (バイバイ。)
10. Saigo no Yoru(最後の夜)
11. Imademo.... (今でも…。)